# 坂本光正
坂本 光正（さかもと みつまさ、1964年10月16日 - ）は、ネットマーケティング専門家。東京都渋谷区出身。中央大学経済学部国際経済学科卒業。

## 来歴
1985年の大学在学中に富士通のパソコン同好会を設立し、活動を通じて体験版ソフトウェアの重要性を感じ、ソフトハウスへ無料で利用できる体験版の作成と配布許諾を求めて活動をしていた。体験版のフロッピーディスクによる配布に限界を感じ、草の根BBSを利用して配布をしていたが、親指シフト生みの親と言われる神田泰典氏の誘いにより1987年富士通が日商岩井株式会社との合弁で開始したニフティサーブ上にデータライブラリと呼ばれるアプリケーション配布機能があったことから、そちらでの体験版の配布を本格的に開始した。その後、商業パソコン通信サービスの創業期に当時の多くのサービス会社に関与した。1989年に日商岩井株式会社に就職をしたが2003年に退社し、自ら設立したブルースター株式会社の社長に就任している。
| スタブアイコン | サブスタブ | この項目は、まだ閲覧者の調べものの参照としては役立たない、人物に関連した書きかけの項目です。この項目を加筆・訂正などしてくださる協力者を求めています（P:人物伝/PJ:人物伝）。 |